# 英聯邦佔領軍
大英國協佔領軍( 英語：British Commonwealth Occupation Force，簡稱BCOF)是由澳大利亞、英國、英屬印度和紐西蘭軍隊所組成之大英國協的特遣部隊，從1946年到1952年駐紮在被盟軍佔領的日本。 
大英國協佔領軍人數最多之時，約有40000人，佔同盟國對日佔領軍的25%，相當於駐日美軍人數的三分之一。

## 概述
在廣島與長崎原子彈爆炸與蘇日戰爭的爆發之後，日本政府接受了《波茨坦宣言》，於1945年8月15日向同盟國投降。於1945年9月2日在東京灣簽署降伏文書。並且讓美國、英國和大英國協軍隊負責佔領日本的任務。 
大英國協佔領軍負責監督日本的非軍事化和處置日本的軍工業。大英國協佔領軍還負責佔領本州西部的島根縣、山口縣、鳥取縣、岡山縣、廣島縣和四國。大英國協佔領軍的總部設立於日本廣島縣西南部的吳市。在最高峰時期，大英國協佔領軍負責管理約57000平方公里之地區的2000萬日本公民。
到1948年，大英國協佔領軍完全由澳大利亞軍事人員組成，所有英國、印度和紐西蘭軍隊都撤出了佔領區。

## 總司令
大英國協佔領軍總司令一職始終由澳大利亞人擔任，包括：
約翰·諾斯科特中將（1946年2月至6月） 
霍勒斯·羅伯遜中將（1946年6月至1951年11月） 
威廉·布里奇福德中將（1951年11月至1952年4月）